# Bromus carinatus
Bromus carinatus är en gräsart som beskrevs av William Jackson Hooker och George Arnott Walker Arnott. Bromus carinatus ingår i släktet lostor, och familjen gräs. Inga underarter finns listade i Catalogue of Life.

## Bildgalleri

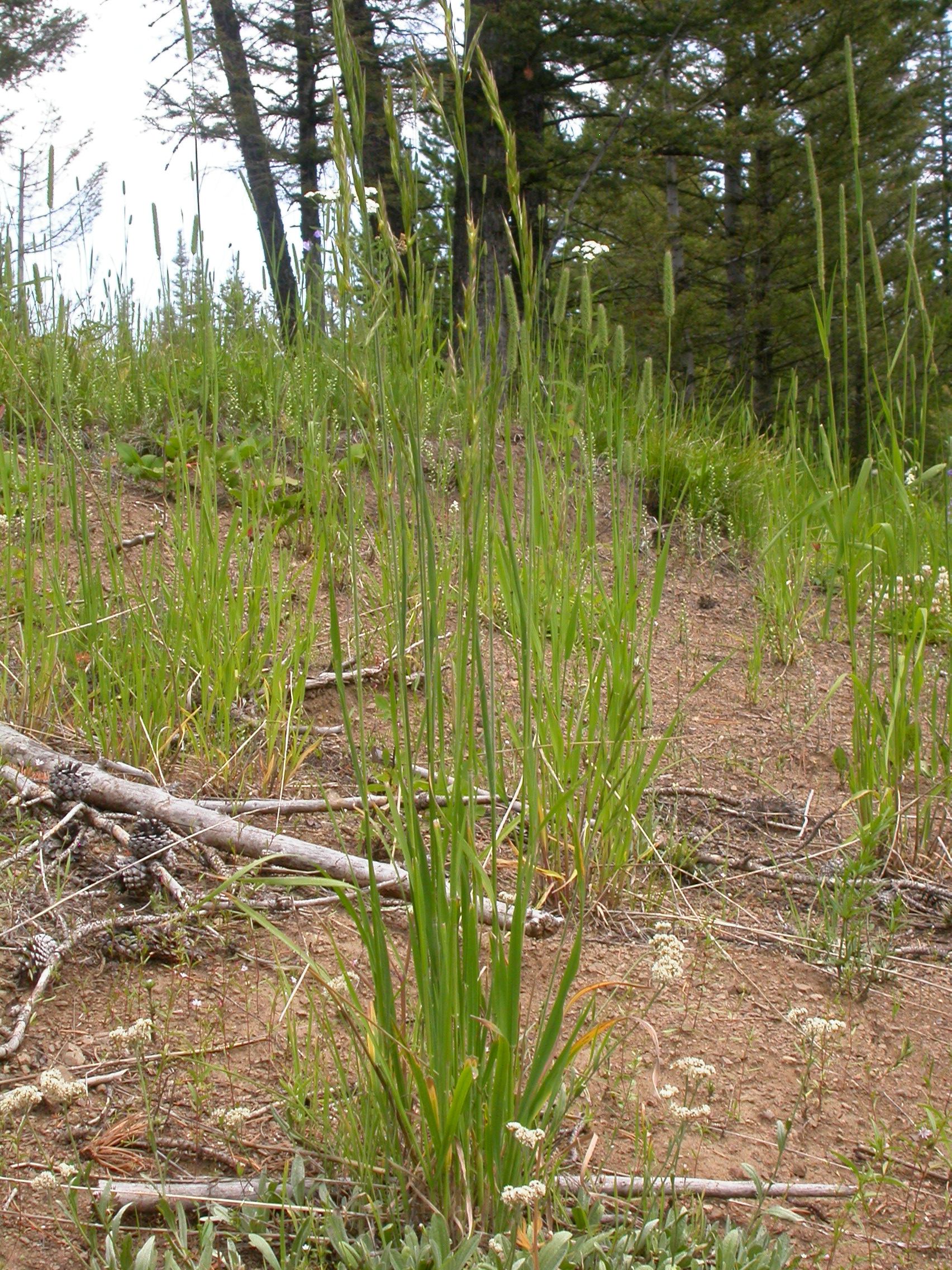
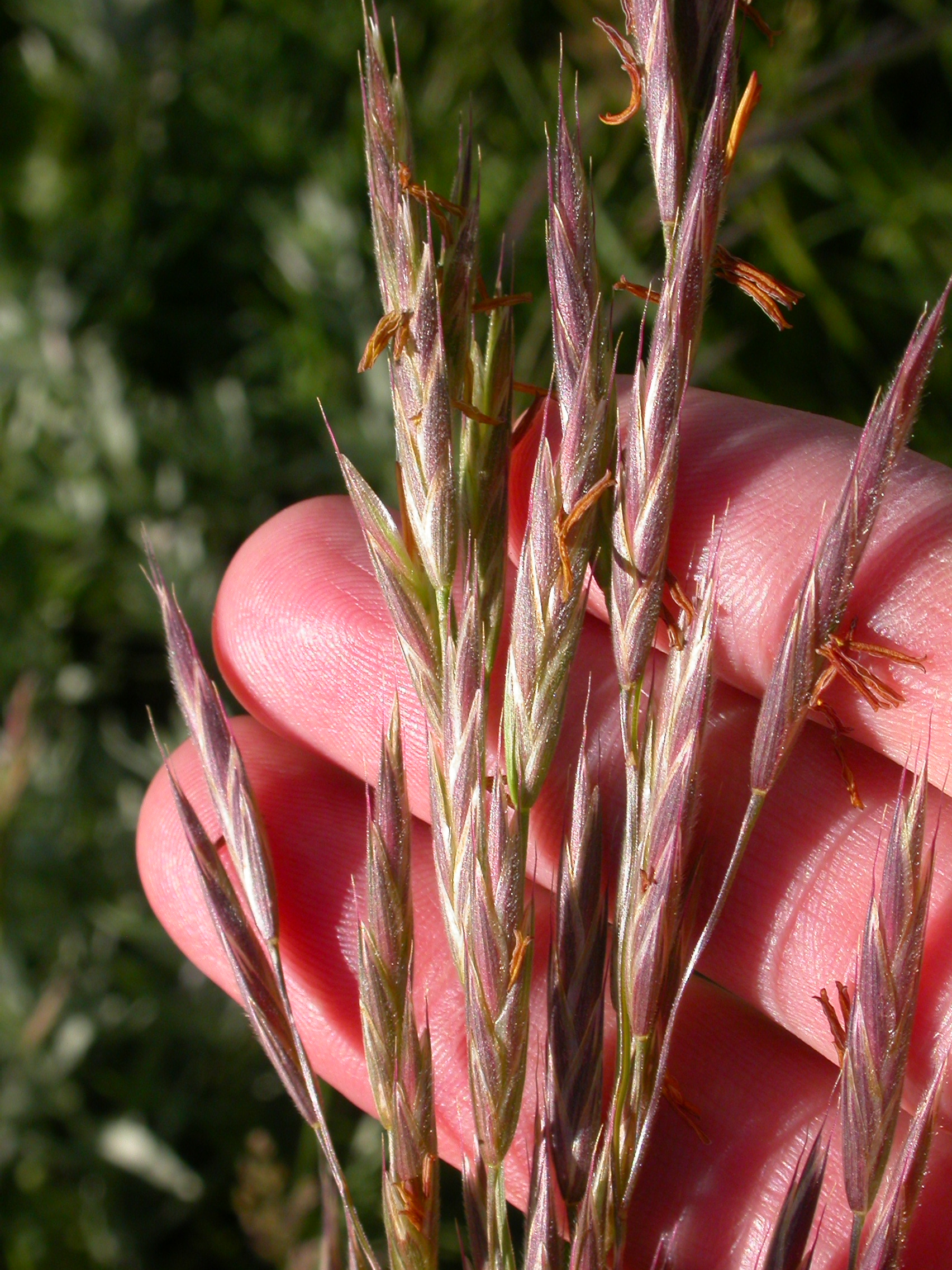
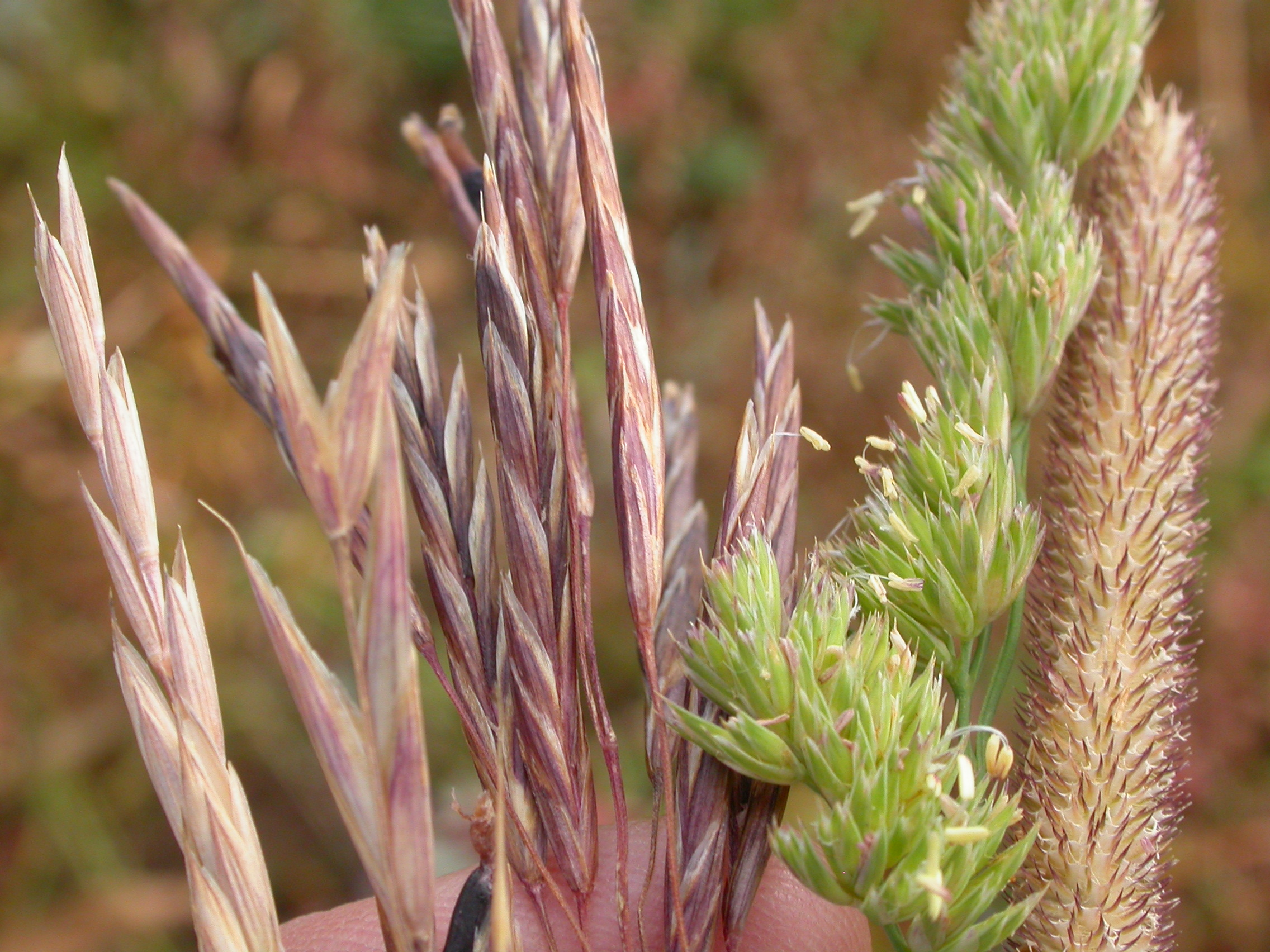
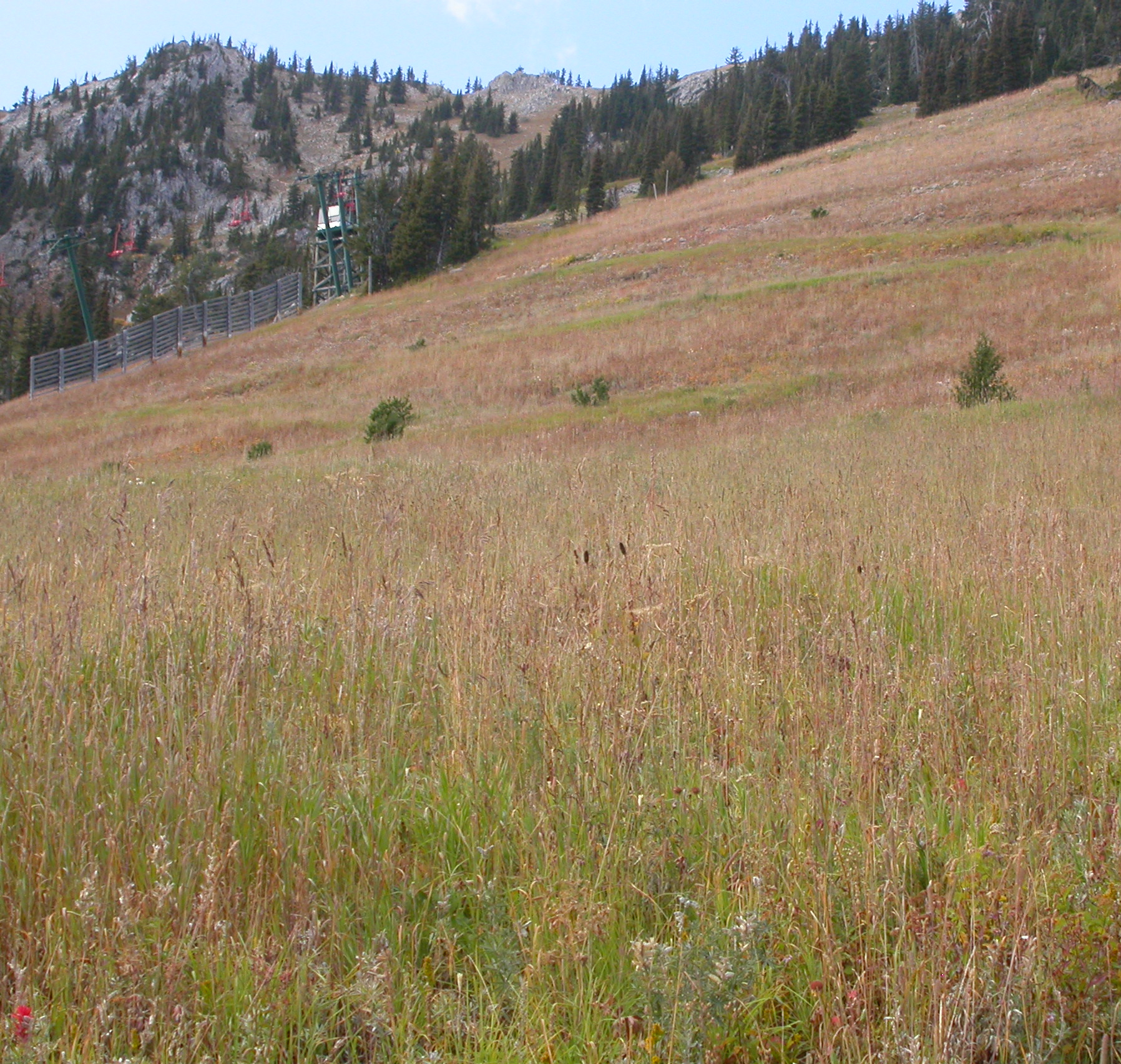